# Малер-Верфель, Альма
Альма Мария Малер-Верфель (нем. Alma Maria Mahler-Werfel, урожд. Ши́ндлер (нем. Schindler); 31 августа 1879[…], Вена — 11 декабря 1964[…], Нью-Йорк, Нью-Йорк) — австрийская деятельница искусства и литературы, известная личность на культурной сцене первой половины XX века, супруга и спутница жизни многих творческих личностей: композитора Густава Малера, художника Оскара Кокошки, архитектора Вальтера Гропиуса и писателя Франца Верфеля.

## Биография
Альма Шиндлер родилась в семье художника-пейзажиста Эмиля Якоба Шиндлера и его жены Анны Берген (1857—1938). Семья была достаточно успешной. После смерти отца Альмы в 1892 году её мать вышла замуж за бывшего ученика мужа Карла Молля, одного из основателей Союза австрийских художников. Альма Шиндлер в молодости сама занималась искусством: в течение семи лет училась игре на фортепиано у ведущей венской преподавательницы Адели Радницки, сохранилось семнадцать песен её сочинения на стихи Новалиса, Гейне, Рильке и других поэтов.
Всю свою жизнь она посвятила поддержке известных творцов и была дружна со многими европейскими и американскими деятелями искусства, в их числе: Леонард Бернстайн, Бенджамен Бриттен, Франц Теодор Чокор, Эжен д’Альбер, Лион Фейхтвангер, Вильгельм Фуртвенглер, Герхарт Гауптманн, Гуго фон Гофмансталь, Макс Рейнхардт, Карл Цукмайер, Юджин Орманди, Морис Равель, Отто Клемперер, Ханс Пфицнер, Генрих Манн, Томас Манн, Альбан Берг, Эрих Мария Ремарк, Франц Шрекер, Бруно Вальтер, Рихард Штраус, Игорь Стравинский, Арнольд Шёнберг.
За 17-летней Альмой ухаживал художник Густав Климт, которого она впоследствии назовёт в мемуарах «Моя жизнь» своей первой любовью. У неё был роман с композитором Александром фон Цемлинским, но она вышла замуж за композитора и дирижёра Густава Малера, который был её старше на 19 лет. В этом браке у неё родились две дочери — Мария, умершая на пятом году жизни, и Анна. Ещё при жизни Малера у Альмы начался роман с архитектором и основоположником Баухауса Вальтером Гропиусом, за которого она в конце концов вышла замуж после смерти Малера и страстного романа с художником Оскаром Кокошкой, который посвятил ей одну из лучших своих картин — «Невеста ветра». В коротком браке с Гропиусом родилась дочь Манон. После развода с Гропиусом она стала супругой писателя Франца Верфеля, с которым эмигрировала в США во время Второй Мировой войны. Историю своей жизни она изложила в автобиографии «Моя жизнь».

## Поздние оценки

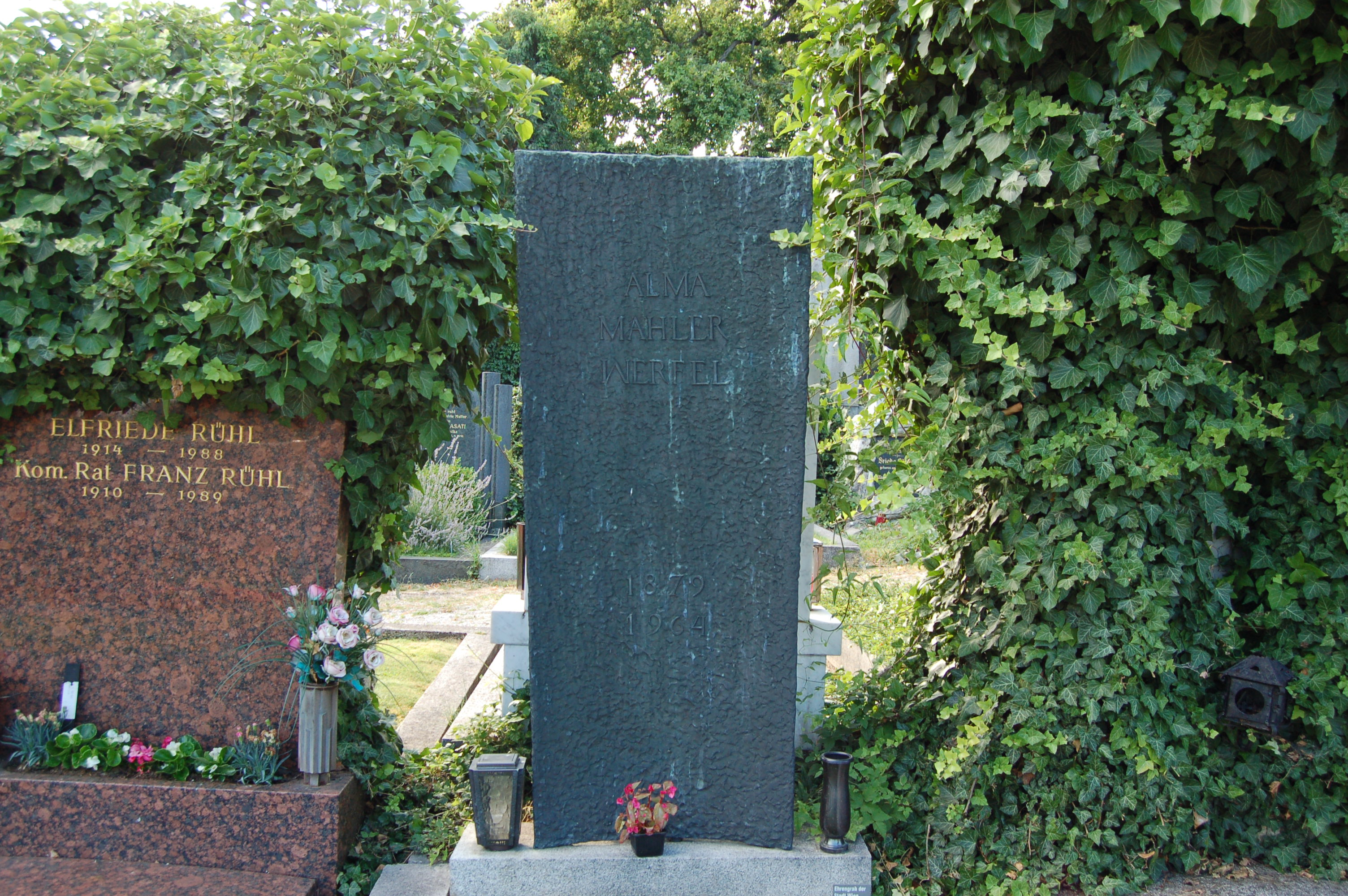
Могила Альмы Малер-Верфель на Гринцингском кладбище в Вене

Общественное мнение в отношении Альмы Малер-Верфель было весьма неоднозначно. Сама Альма считала себя музой, вдохновлявшей на творчество, и некоторые современники соглашались с такой оценкой. Берндт В. Весслинг, один из биографов Альмы Малер-Верфель, назвал её «символическим образом в истории этого столетия». Клаус Манн сравнивал её с интеллектуальными музами немецкой романтики и с «гордой и ослепительной дамой французского „grand siècle“».
Иные современники видели в Альме одержимую сексом роковую женщину, которая использовала своих знаменитых спутников жизни, антисемитку, писавшую, в частности, в своём дневнике, что с евреями можно иметь дело, но за них нельзя выходить замуж, и заставившую Франца Верфеля перед бракосочетанием отречься от иудаизма. Писательница Гина Каус заявляла, что Альма — самый плохой человек из тех, кого она знала. Супруга Ивана Голля Клэр писала, что «тот, кто женился на Альме Малер, должен умереть», а подруга Альмы Мариэтта Торберг считала, что Альма была одновременно великой женщиной и клоакой.

## В кино
В фильме Кена Рассела «Малер» 1974 года роль Альмы сыграла Джорджина Хейл. В 2001 году был выпущен биографический фильм об Альме Малер «Невеста ветра» австралийского кинорежиссёра Брюса Бересфорда, в главной роли в котором снялась Сара Уинтер. 
В том же 2001 году на телеэкраны вышел сериал «Семья Манн. Столетний роман», в котором в роли Альмы Малер-Верфель выступила Карола Ренье, внучка Франка Ведекинда. 
В 2023 году в прокат вышел фильм режиссёра Дитера Бернера «Мастер и его муза» (Alma & Oskar), показывающий взаимоотношения Альмы с австрийским художником Оскаром Кокошкой. Роль Альмы в фильме исполнила Эмили Кокс.